# Tenuipalpus bellulus
Tenuipalpus bellulus är en spindeldjursart som beskrevs av Meyer 1993. Tenuipalpus bellulus ingår i släktet Tenuipalpus och familjen Tenuipalpidae. Inga underarter finns listade i Catalogue of Life.